# Пятаченко Павло
Павло Пятаченко, Павло П'ятаченко (14 грудня 1875, с. Ковтунівка — 9 червня 1935, с. Піддубці) — український православний священник, протоієрей, капелан Армії УНР.

## Життєпис
Народився в с. Ковтунівка Пирятинського повіту Полтавської губернії Російської імперії.
Завершив навчання в Полтавській духовній семінарії.
До 1917 р. був наглядачем за церковними школами Пирятинського повіту Полтавської губернії.
У 1919 р. евакуювався до Кам'янця-Подільського.
Навесні 1920 р. став капеланом у 2-й стрілецькій (згодом — 3-й Залізній) дивізії, був капеланом куреня та бригади. Від 26 листопада 1920 р. став капеланом 3-ї Залізної дивізії. У 1920—1930 роки був парафіяльним священником на Волині.
У 1923 р. служив у Горохівському повіті Волинського воєводства Польської Республіки.
Наприкінці серпня 1924 р. колишній військовий священник Армії УНР о. Павло П'ятаченко був призначений душпастирем у с. Хотинь Рівненського повіту Волинського воєводства Польської Республіки.
Був вбитий у с. Піддубці Луцького повіту Волинського воєводства Польської Республіки, де був настоятелем парафії.